# Поульсен, Андреас
Андреас Поульсен (дат. Andreas Poulsen; род. 13 октября 1999, Икаст, Рингкёбинг) — датский футболист, защитник клуба «Силькеборг».

## Клубная карьера
Поульсен — воспитанник клуба «Мидтьюлланн». 1 декабря 2016 года в матче против «Силькеборга» он дебютировал в датской Суперлиге. В сезоне 2017-18 датской Суперлиги, 18-летний игрок провел за «волков» в сумме 12 матчей. 19 июня 2018 года Поульсен перешёл в мёнхенгладбахскую «Боруссию», подписав пятилетний контракт (до июня 2023 года). Сумма трансфера, по информации СМИ, составила 4,5 млн евро. Для получения игровой практики Андреас начал выступать за дублирующий состав. В поединке Кубка Германии против «Хастедта» Поульсен дебютировал за основную команду. В январе 2020 года Поульсен на правах аренды перешел в венскую «Аустрию». 15 февраля в матче против «Райндорф Альтах» он дебютировал в австрийской Бундеслиге. В начале 2021 года «Аустрия» продлила аренду. 
Летом 2021 года Поульсен был арендован клубом «Ингольштадт 04». В матче против бременского «Вердера» он дебютировал во Второй Бундселиге.

## Международная карьера
В 2016 году в составе юношеской сборной Дании Поульсен принял участие в юношеском чемпионате Европы в Азербайджане. На турнире он сыграл в матчах против команд Франции, Швеции и Англии.
В 2019 году в составе молодёжной сборной Дании Поульсен принял участие в молодёжном чемпионате Европы в Италии. На турнире он был запасным и на поле не вышел.
В 2021 году Поульсен принял участие в молодёжном чемпионате Европы в Венгрии и Словении. На турнире он сыграл в матчах против Франции и России